# Iglesia de San Andrés (Tánger)
La Iglesia de San Andrés (en árabe: كنيسة القديس أندرو، طنجة) es una iglesia anglicana en la ciudad de Tánger, en el país africano de Marruecos, consagrada en 1905.
En 1880, Hassan I de Marruecos donó tierras a la comunidad británica con el fin de construir una pequeña iglesia anglicana en Tánger. Después que se construyó una iglesia, se notó que no era suficiente para el creciente número de fieles, y una nueva fue construida en 1894 en lo que se convirtió en la Iglesia de San Andrés. El interior está diseñado como una fusión de varios estilos, destacando en particular el morisco.